# 花渓駅 (江原道)
花渓駅（ファゲえき、화계역）は、現在の朝鮮民主主義人民共和国江原道昌道郡に存在した金剛山電気鉄道の駅（廃駅）である。太平洋戦争に伴う不要不急線の指定により、1944年に廃止された。

## 歴史
- 1929年9月25日：開業[1]。
- 1944年10月1日：廃止。